# 西頴娃駅
西頴娃駅（にしえいえき）は、鹿児島県南九州市頴娃町牧之内にある、九州旅客鉄道（JR九州）指宿枕崎線の駅である。
頴娃地区の中心に最も近く乗降客が多い。

## 歴史
- 1960年（昭和35年）3月22日：国鉄指宿線（現・指宿枕崎線）山川駅 - 当駅間延伸時に終着駅として開設[1]。
- 1963年（昭和38年）10月31日：指宿枕崎線当駅 - 枕崎駅間延伸、途中駅となる。
- 1984年（昭和59年）2月1日：荷物扱い廃止[1]。
- 1987年（昭和62年）4月1日：国鉄分割民営化に伴い、JR九州の駅となる[1]。
- 1994年（平成6年）6月3日：JR九州で最後まで残っていた腕木式信号機使用終了[2]。

## 駅構造
島式ホーム1面2線を有する列車交換・折返し可能な地上駅。ホーム頴娃方端から駅舎へ構内踏切（遮断機無し）が伸びている。駅舎側が1番のりばとなっている。
小振りなコンクリート製駅舎を備える。指宿枕崎線の山川駅から先の駅で駅舎があるのは当駅と枕崎駅のみ。駅名標は独自デザインのものに更新されており、開聞岳と池田湖を泳ぐ怪獣イッシーがあしらわれている。
南九州市が受託し、NPO法人「頴娃おこそ会」に再委託する簡易委託駅（但し、土休日・年末年始は無人）。常備券を駅舎内の窓口で販売しており、手売りの入場券が販売されている。
山川駅 - 枕崎駅間で唯一列車交換設備を有し、指宿枕崎線運行上の要となっている。指宿方面から当駅折返し列車が設定されており、2番のりばから発車する。
1980年代のDD16形ディーゼル機関車+12系客車2両+無蓋車トラ7000形改造トロッコ車両3両による臨時トロッコ列車「アドベンチャー号」（後の「TORO-Q」）、2007年頃運転されていた鹿児島中央 - 西頴娃間の普通列車「いせえび号」は、当駅で山川駅方面へ折返していた（前者は機回しも当駅で実施）。

### のりば
| 番線 | 路線        | 方向 | 行先                       | 備考            |
| ---- | ----------- | ---- | -------------------------- | --------------- |
| 1    | ■指宿枕崎線 | 上り | 山川・指宿・鹿児島中央方面 | 当駅始発は2番線 |
| 2    | ■指宿枕崎線 | 下り | 枕崎方面                   |                 |

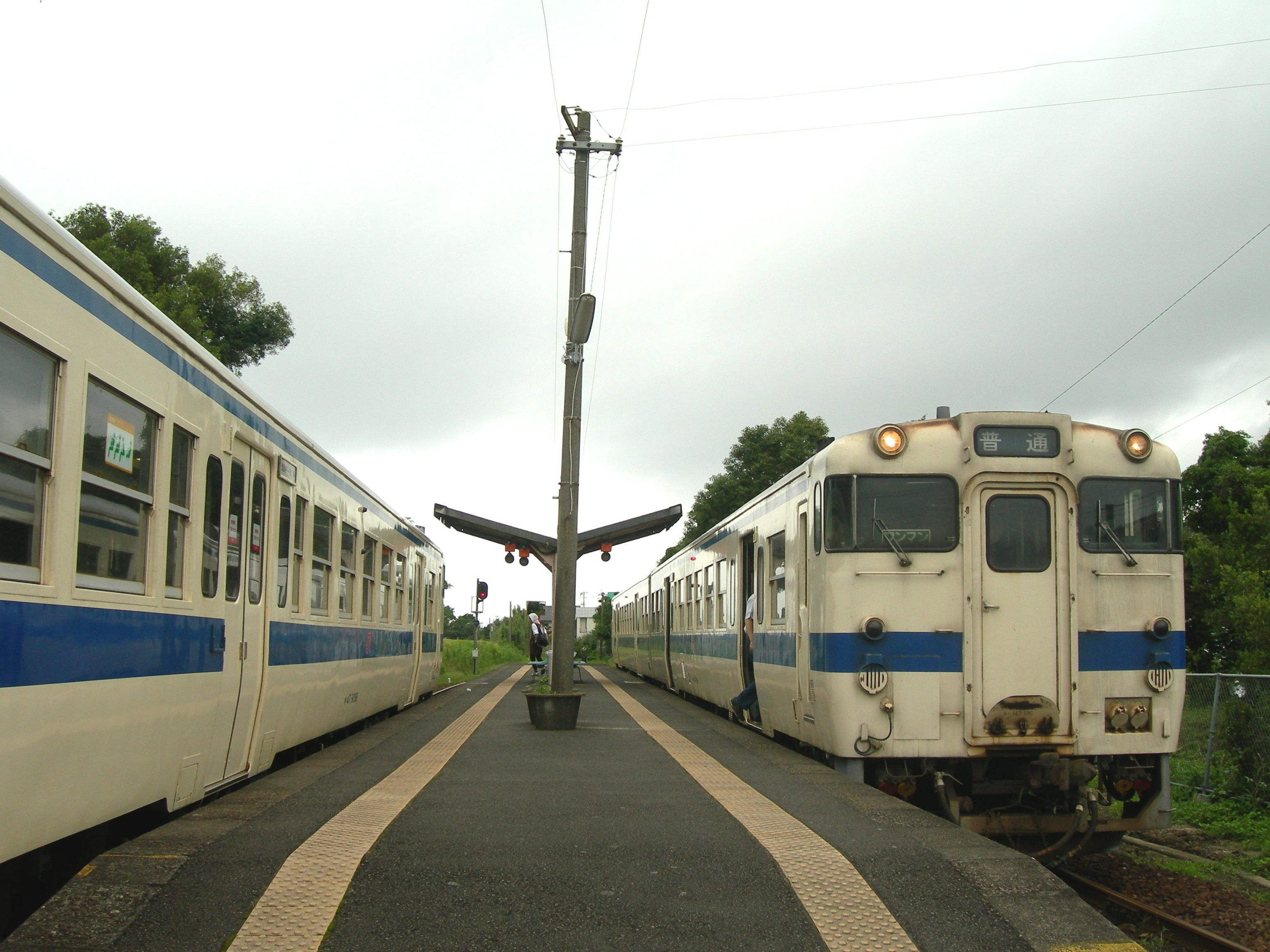
ホーム
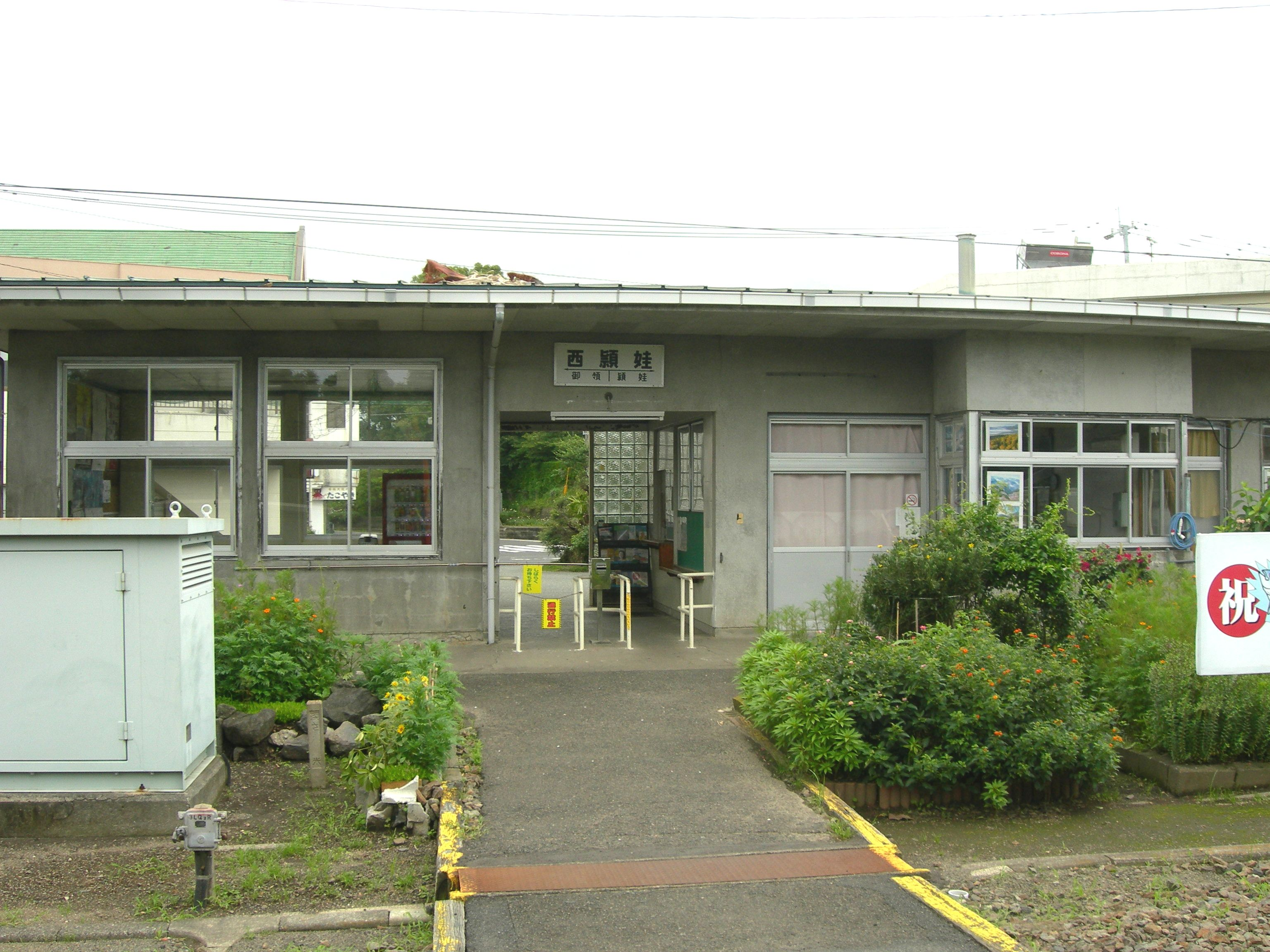
駅舎線路側の様子

## 利用状況
- 2015年度の1日平均乗車人員は76人である。

| 年度 | 1日平均 乗車人員 | 1日平均 乗降人員 |
| ---- | ---------------- | ---------------- |
| 2005 | 185              |                  |
| 2006 | 158              |                  |
| 2007 | 130              | 255              |
| 2008 | 126              | 250              |
| 2009 | 124              | 248              |
| 2010 | 124              | 245              |
| 2011 | 93               | 184              |
| 2012 | 105              | 208              |
| 2013 | 76               | 149              |
| 2014 | 75               | 147              |
| 2015 | 76               | 149              |

## 駅周辺
周辺は頴娃中心街。市役所支所や高校等が近い。
- 南九州市役所頴娃支所（旧・頴娃町役場）
- 鹿児島県立頴娃高等学校
- 南九州市立頴娃中学校
- 西頴娃郵便局
- 国道226号

## その他
- 過去に土休日に下り片道のみ運行された愛称付普通列車「いせえび号」[3]は現JRにおける日本最南端の愛称付列車であった。この愛称の由来は鹿児島県大隅・薩摩両半島では養殖イセエビ生産が盛んであり、JR九州企画商品「日帰りグルメきっぷ」の当時定番コースであった水成川駅の近くの割烹旅館「いせえび荘」（旅館による当駅からの送迎があった）への行楽の便を狙ったものである。なお、山川駅までは「錦江」等愛称を有する急行や快速列車が多数乗り入れていた（1970年代に枕崎発急行「錦江」が設定されていたことがあるが、枕崎駅 - 当駅 - 山川駅間は普通列車として運転[4]。1985年3月時点では枕崎発快速「いぶすき」が上り1本設定されていた[5]）。
- 当駅で使用していた腕木式信号機がJR九州で最後のものであったため、それを記念して門司港駅で保存されている[2]。

## 隣の駅
九州旅客鉄道（JR九州）
■指宿枕崎線
頴娃駅 - 西頴娃駅 - 御領駅